# 塞基狄亚努斯
塞基狄亚努斯 （英語：Sogdianus，波斯语：سغدیانوس，?—前423年），波斯阿契美尼德王朝国王，亞他薛西斯一世之庶子，薛西斯二世之弟。
他的事迹主要是通过尼多斯人克特西亚斯，著名的历史学家及薛西斯二世的御医的著作来传播。 据说他是亞他薛西斯一世的庶子。亞他薛西斯駕崩后，其三位儿子都宣布继位。嫡子薛西斯二世在继位不久后即遭谋杀，而后便由塞基狄亚努斯继位，仅仅在位6个月15天便被大流士二世杀死。